# Vysočanská (métro de Prague)
Vysočanská est une station de métro à Prague, en Tchéquie. Située sur la ligne B du métro de Prague entre Českomoravská et Kolbenova, elle est ouverte depuis le 8 novembre 1998.